# Mycosphaerella salicorniae
Mycosphaerella salicorniae är en svampart som först beskrevs av Gottlob Ludwig Rabenhorst, och fick sitt nu gällande namn av Gustav Lindau 1903. Mycosphaerella salicorniae ingår i släktet Mycosphaerella och familjen Mycosphaerellaceae.   Inga underarter finns listade i Catalogue of Life.